# Én kicsi pónim: Szivárvány fesztivál
Az Én kicsi pónim: Szivárvány fesztivál (eredeti cím: My Little Pony: Rainbow Roadtrip) 2019-ben bemutatott amerikai–kanadai 2D-s számítógépes animációs különkiadás, amelyet Gillian Comerford rendezett. A különkiadás az Én kicsi pónim: Varázslatos barátság animációs televíziós sorozathoz készült. A Boulder Media készítette, a Hasbro Studios forgalmazta. Amerikában 2019. június 29-én mutatta be a Discovery Family csatorna. Magyarországon a Minimax mutatta be 2020. január 4-én.
A film bemondott címe Én kicsi pónim: Equestria lányok – Szivárvány fesztivál lett. Valószínűleg az Equsestria Girls különkiadásokkal egyidőben történő szinkronizálás vezethetett a téves címbemondáshoz.

## Ismertető
Rainbow Dash meghívást kap, hogy legyen a Reményvölgy-beli Szivárvány fesztivál díszvendége, ahol barátaival azzal szembesülnek, hogy az egész város és benne minden póni színtelen. Újabb kalandjuk során a lányok megpróbálják megoldani a rejtélyt, hogy visszatérjen a szivárvány minden színe a Szivárvány fesztiválra és új barátaik életébe is új színeket varázsolhassanak.

## Szereplők
| Szereplő                 | Eredeti hang         | Magyar hang      |
| ------------------------ | -------------------- | ---------------- |
| Twilight Sparkle         | Tara Strong          | Vadász Bea       |
| Rainbow Dash             | Ashleigh Ball        | Grúber Zita      |
| Applejack                | Ashleigh Ball        | Solecki Janka    |
| Pinkie Pie               | Andrea Libman        | Zsigmond Tamara  |
| Fluttershy               | Andrea Libman        | Szabó Zselyke    |
| Rarity                   | Tabitha St. Germain  | Molnár Ilona     |
| Spike                    | Cathy Weseluck       | Seszták Szabolcs |
| Sunny Skies polgármester | Ian Hanlin           | Szentirmai Zsolt |
| Petunia Petals           | Kelly Metzger        | Laudon Andrea    |
| Torque Wrench            | Rhona Rhees          | Andresz Kati     |
| Moody Root               | Terry Klassen        | Seder Gábor      |
| Kerfuffle                | Racquel Belmonte     | Magyar Viktória  |
| Mr. Hoofington           | Michael Daingerfield | Borbély Sándor   |
| Mrs. Hoofington          | Veena Sood           | Lázár Erika      |
| Barley Barrel            | Sabrina Pitre        | Berkes Boglárka  |
| Pickle Barrel            | David A. Kaye        | Baráth István    |

## Dalok
| Dal                    | Eredeti előadó | Magyar előadó                              |
| ---------------------- | --- | ------------------------------------------ |
| Rainbow Roadtrip       | Shylo Sharity | Csuha Bori                                 |
| The End of the Rainbow | Ian Hanlin | Szentirmai Zsolt                           |
| Living in Color        | Rebecca Shoichet, Andrea Libman, Ashleigh Ball,Shannon Chan-Kent, Kazumi Evans, Racquel Belmonte, Terry Klassen, Veena Sood | Magyar Viktória, Csuha Bori, Szabó Zselyke |